# 南アルプス号 (高速バス)

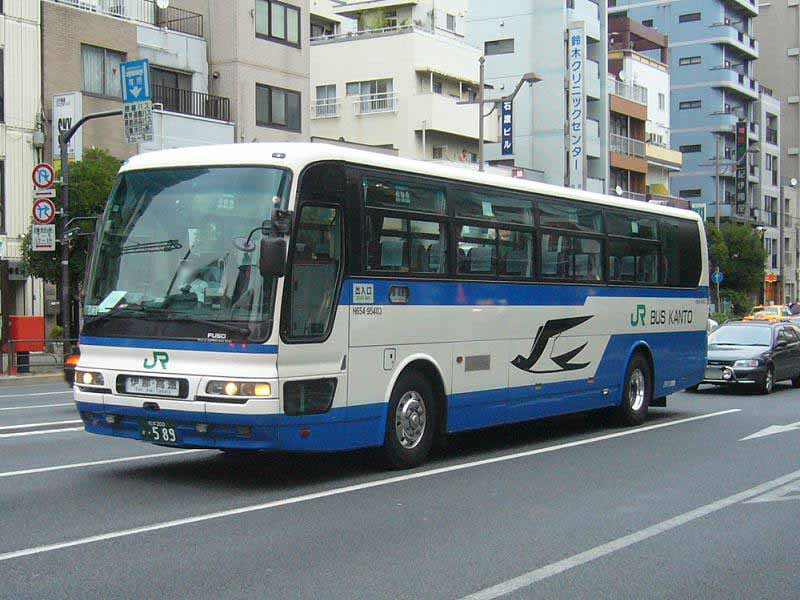
南アルプス号 ジェイアールバス関東担当便（三菱・エアロバス）

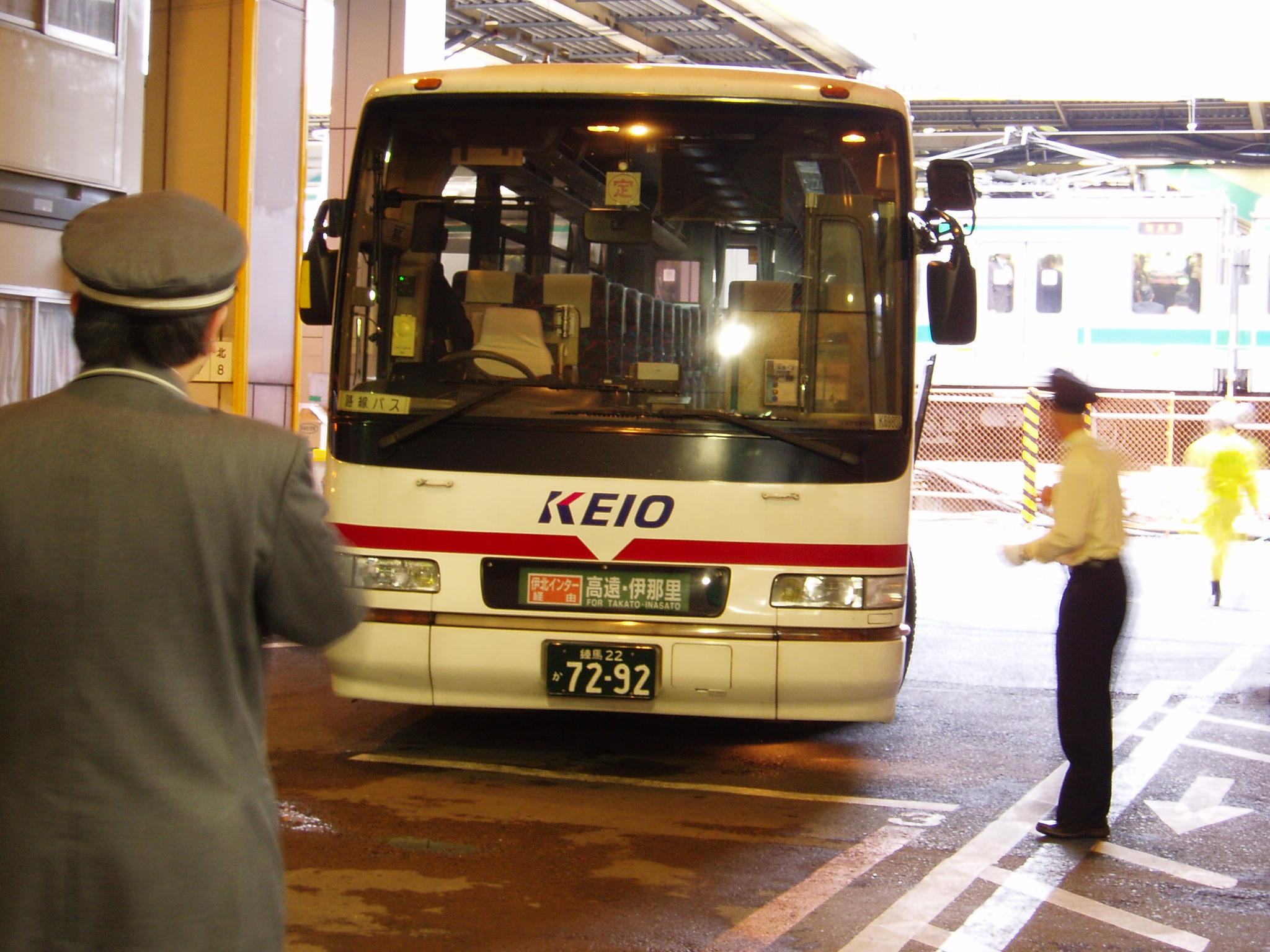
南アルプス号 京王電鉄バス担当便（日野・セレガ）

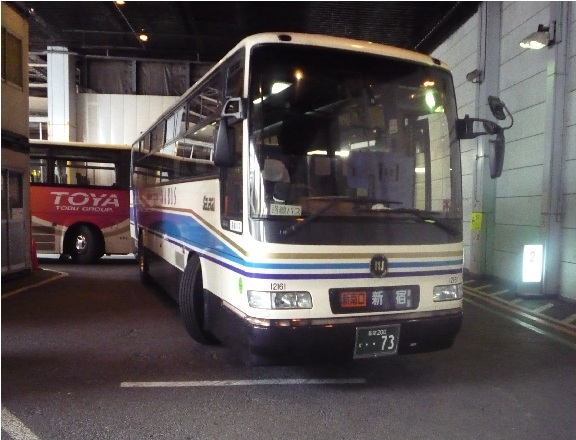
南アルプス号 伊那バス本社営業所担当便（日野・セレガ）

南アルプス号（みなみアルプスごう）とは、かつて東京都と長野県伊那市とを結んでいた昼行高速バス路線である。
なお本項では、2013年（平成25年）9月14日より運行している、中央本線茅野駅 - 林道バス営業所（仙流荘）を結ぶ一般路線バスについても記述する。

## 高速バス

### 開設から廃止まで
ジェイアールバス関東（JRバス関東）では、支店ごとの独立採算性を重視しており、伊那支店（当時）においても東京発の高速バス路線の一部を担当していたため、営業便による東京支店までの乗務員送り込みという目的も兼ねて開設された路線で、開業当初はJRバス関東のみの会員制バスであった。JRバス関東としては、東京駅 - 松本バスターミナル間の「松本号」（1992年廃止）以来、久しぶりの「中央道方面かつJRバス関東エリアで完結する」高速バス路線であった。定期化後も沿線自治体からの増便の要望はあったが、乗車率がさほど高くなかったため、JRバス単独運行の期間は増便されず、沿線2社（伊那バス、京王電鉄バス）の参入により1日4往復に増便されたが、2007年（平成19年）には1日3往復に減便された。2009年（平成21年）7月31日の運行をもって廃止された。
利用者数を1日平均30人ほど見込んでいたが、開始当時から利用は少なく、2005年（平成17年）に杖突峠を越えるルートを伊那市内や南箕輪村、箕輪町を回るルートに変更したが、1日平均11人ほどの利用にとどまっており、JRバス関東では年間3千万円の赤字となっていた。
伊那里、仙流荘、道の駅南アルプスむら、高遠さくらホテル、松島、伊北インター前に高速バス利用者専用の無料駐車場を用意していた。
なお、京王電鉄バスが参入している中央自動車道経由の高速バス路線であったが、JRバス関東主導の路線のため「中央高速バス」には含まれず（「中央高速バス」の呼称は京王の登録商標のため、京王が幹事会社となる路線以外では使用できない）、中央高速バスの予約サイト「ハイウェイバスドットコム」での予約もできなかったが、JRバス各社が運営する「高速バスネット」での予約が可能で「ネット割」も適用されていた。
高速バス路線廃止後、京王電鉄バスは中央高速バス伊那線とJRバス関東の「高遠線」の乗車券をセットにした「新宿・高遠」連絡きっぷを、2009年（平成21年）10月10日乗車分から発売した。

### 運行会社
- ジェイアールバス関東（中央道統括支店）※運行当時
- 伊那バス（本社営業所）
- 京王電鉄バス

### 路線沿革
- 2001年（平成13年）4月1日 - 毎日運転の高速バス路線として開業[4]。1日2往復[4]。
  - 新宿駅新南口 - （境川PAで休憩） - 守屋登山口 - 伊那藤沢 - 健老橋 - JRバス高遠駅 - 高遠さくらホテル - 道の駅南アルプスむら - 伊那美和 - 仙流荘（2号を除く）/戸台口（2号のみ） - 伊那里
    - JRバスの単独運行であった頃は、下り便に限り守屋登山口 - 伊那里間では、途中の一般路線バスのバス停で降車を扱っていた。
    - 運行開始当初は、「ドリームふくふく号」を中国JRバスへ移管したことで余剰となっていた3列シートのボルボ・アステローペを使用していた。伊那支店から東京支店に管理委託という扱いになっていたので、足立ナンバーのまま（同車は2008年3月現在松本ナンバーとなっている）。

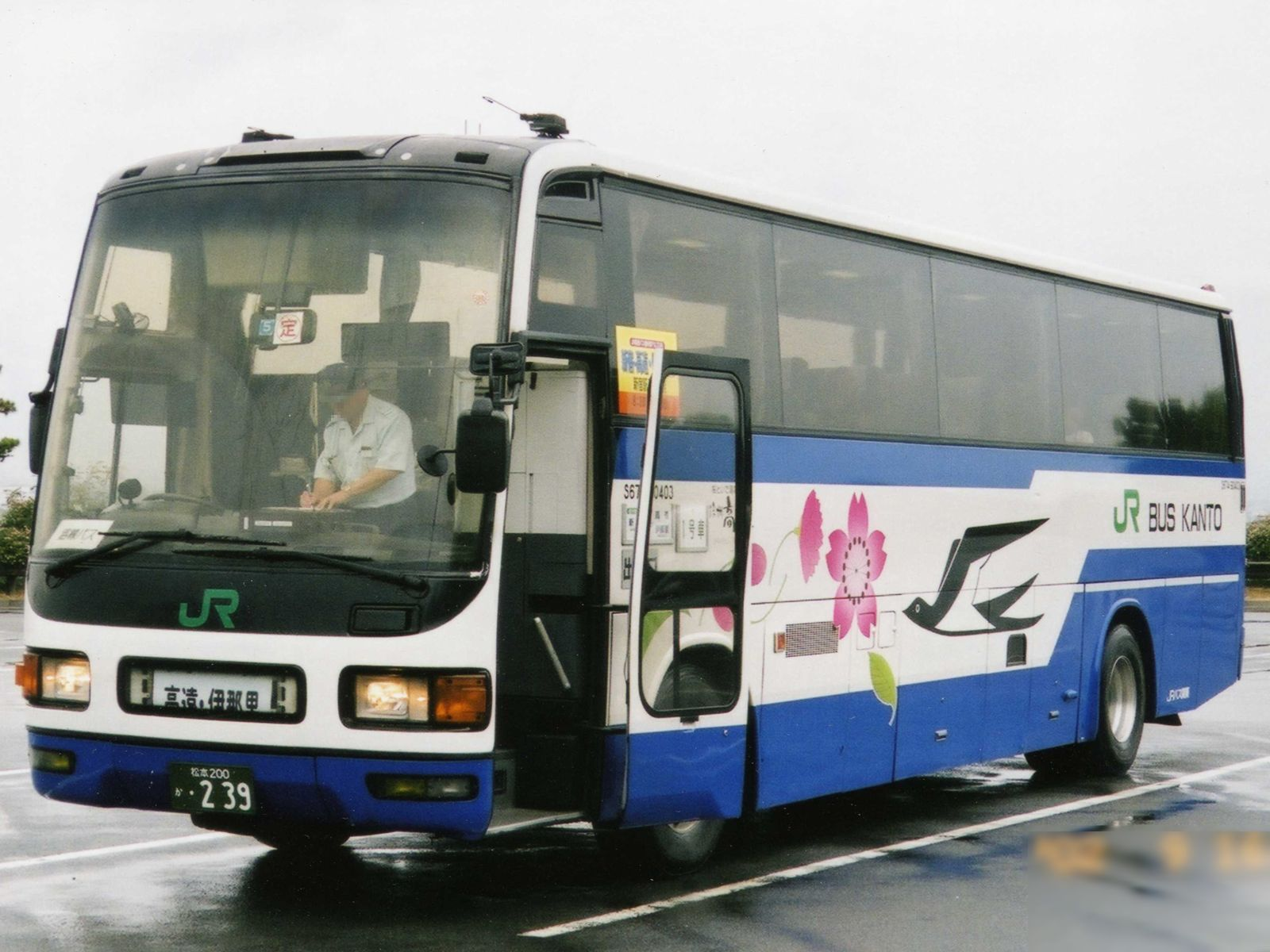
南アルプス号 ジェイアールバス関東単独運行の頃（三菱エアロクィーンM）

- 2002年（平成14年）12月20日 - 時刻改正。バス停追加（中央道三鷹、中央道府中、中央道日野、荒町）。
  - 同年にボルボ車が他線へ転用となったため、やはり余剰車の中から、元「ドリーム号」に使用していた3列シートのエアロクィーンMを使用していた。この車両は正式に伊那支店所属となっており、松本ナンバーであったが、1台は東京支店常駐となっており、通常運用では伊那支店には入庫しなかった。
- 2004年（平成16年）7月16日 - バス停追加（中央道深大寺）。
- 2005年（平成17年）6月1日 - 伊那バス・京王電鉄バスが参入の上1日4往復に増便、以下の経路に変更となる。
  - 新宿駅新南口 - 中央道三鷹 - 中央道深大寺 - 中央道府中 - 中央道日野 - 中央道八王子 - （双葉SAで休憩） - 伊北インター前 - 松島 - 塩ノ井 - 南殿 - 双葉 - JRバス伊那支店 - 伊那北駅前 - 中央区三丁目 - 信州伊那自動車教習所前 - 千年町 - JRバス高遠駅 - 高遠さくらホテル - 道の駅南アルプスむら - 伊那美和 - 戸台口 - 仙流荘 - 伊那里
    - 増便に伴い、車両は他社と同様の4列WC付ハイデッカーに変更された。
- 2006年（平成18年）
  - 4月1日 - この日の乗車分よりみどりの窓口での発売を終了。
  - 6月1日 - 経路変更により、以下の経路に変更となる。
    - 新宿駅新南口 - 中央道三鷹 - 中央道深大寺 - 中央道府中 - 中央道日野 - 中央道八王子 - （双葉SAで休憩） - 伊北インター - 松島（ジャスコ箕輪店前） - 塩ノ井（伊那バス・塩ノ井バス停） - 南殿（伊那バス・JA南箕輪前） - 伊那双葉（ニシザワショッパーズ双葉店前） - 中央区三丁目 - 信州伊那自動車教習所前（JRバス・伊那バス下川手バス停） - 美篶 - 年町 - JRバス高遠駅 - 高遠さくらホテル - 道の駅南アルプスむら※ - 伊那美和※ - 戸台口※ - 仙流荘※ - 伊那里※
      - 伊那里まで入る（※印）のは、3往復中1往復（期間運行）。他は高遠さくらホテル止まり。なお、伊那里まで入る便は京王が担当になっている。
      - 松島は、南アルプス号専用のバス停で一般路線バスは経由しない。ただし箕輪町地域振興バス「みのちゃんバス」はジャスコ箕輪店内に停車する。
- 2007年（平成19年）3月16日 - 1往復減便（JRバス関東担当便）、1日3往復となる。
- 2009年（平成21年）7月31日 - この日の運行をもって廃止。
- 2013年（平成25年）9月14日 - 別路線の茅野駅 - 林道バス営業所（仙流荘）の路線バスとして運行開始。

## 一般路線バス
2013年（平成25年）9月14日より、中央本線茅野駅から南アルプス北沢峠の長野県側玄関口となる林道バス営業所（仙流荘）、粟沢駐車場まで期間限定で運行している。JRバス関東中央道支店が担当。
2014年（平成26年）以降は、7月中旬から11月上旬の土曜休日に運行されるほか、8月上旬は毎日運行となる。1日1往復で、茅野駅で特急「あずさ」に連絡する。茅野駅 - 仙流荘間を1時間30分で結ぶ。仙流荘への到着時には仙流荘の入浴・食事割引券が配布される。林道バス営業所から南アルプス林道バスを北沢峠まで利用すると、日帰りでも2時間強の滞在が可能となる。
運行開始当初は途中バス停をすべて通過していたが、JRバス関東の「高遠線」との乗り継ぎを考慮して高遠駅にも停車するようになり、2016年（平成28年）からは守屋山登山客への需要を見越して新たに杖突峠、守屋登山口にも停車し「南アルプスジオライナー」の路線愛称が与えられた。